# Velox-CI
Velox-CI, auch Velox-C1, ist ein Forschungssatellit aus Singapur.
Er wurde am 16. Dezember 2015 um 12:30 UTC mit einer PSLV-Trägerrakete vom Satish Dhawan Space Centre zusammen mit Kent Ridge 1, TeLEOS-1, Velox 2, Athenoxat 1 und Galassia in eine nahezu kreisförmige erdnahe Umlaufbahn gebracht.
Der Satellit ist mit GPS-Empfängern für Radio-Okkultation ausgerüstet und soll Parameter der Erdatmosphäre bestimmen. Die Energieversorgung übernehmen zwei Solarzellenflächen die nach dem Start ausgeklappt werden. Die Lagebestimmung erfolgt durch Stern- und Sonnen- und Beschleunigungssensoren sowie der GPS-Ausrüstung. Velox-CI wurde von der Nanyang Technological University gebaut.